# Viktoria von Lieres und Wilkau
Viktoria von Lieres und Wilkau (Rufname Vita von Lieres) (* 18. September 1881 in Freiburg im Breisgau; †  15. April 1970 in Bad Kissingen) war eine deutsche Kunsthistorikerin und Klassische Archäologin.
Viktoria von Lieres und Wilkau stammte aus einem schlesischen Adelsgeschlecht; ihre Eltern waren der Generalmajor Hermann von Lieres und Wilkau (1838–1902) und dessen Frau Cécile (Cäcilie) Gräfin von Oppersdorff (1846–1920). Sie hatte noch weitere drei Schwestern. Viktoria besuchte die höhere Töchterschulen in Kassel, Colmar und Breslau und das Mädchengymnasium von Helene Lange in Berlin. 1904 erwarb sie das Reifezeugnis am Gymnasium in Oppeln. Sie studierte Klassische Archäologie und Kunstgeschichte an der Universität Berlin und seit 1912 in Bonn, wo sie am 31. Juli 1912 bei Georg Loeschcke promoviert wurde. Sie war eine von nur fünf Frauen, die vor dem Ersten Weltkrieg in Klassischer Archäologie promoviert wurden (neben ihr Margarete Bieber, Elvira Fölzer, Charlotte Fränkel und Margret Heinemann).
Nach dem Ersten Weltkrieg war sie als Kunsthistorikerin tätig, zunächst am Kaiser-Wilhelm-Museum in Krefeld. Seit Oktober 1922 war sie wissenschaftliche Assistentin und seit 1926 Kustodin am Museum für Kunstgewerbe in Frankfurt, übte diese Aufgabe bis weit in die 1950er Jahre aus.

## Veröffentlichungen
- Beiträge zur Geschichte der Pferdedarstellung in der altgriechischen Vasenmalerei. Heitz, Straßburg 1914 (= Teildruck der Dissertation).
- Ausstellung alter Gemälde aus Crefelder Privatbesitz vom 23. Juni bis 18. Juli 1920. Kaiser-Wilhelm-Museum. Krefeld 1920.
- Die Initialen des Johannes Zainer in Ulm aus dem Vocabularius Bibliae des Henricus de Hassia. Frankfurt 1923.
- mit Robert Schmidt: Meisterwerke mittel- und süddeutscher Fayencekunst aus deutschem Privatbesitz. Frankfurt 1925.
- Kalender und Almanache. In: Zeitschrift für Bücherfreunde 1926, S. 101–114.
- Führer durch das Museum für Kunsthandwerk. Frankfurt 1937.